# Comuna Rivnea, Rojneativ
Rivnea (în ucraineană Рівня) este o comună în raionul Rojneativ, regiunea Ivano-Frankivsk, Ucraina, formată din satele Rivnea (reședința) și Sloboda Rivneanska.

## Demografie
Componența lingvistică a comunei Rivnea
     Ucraineană (99,39%)
     Alte limbi (0,6%)
Conform recensământului din 2001, majoritatea populației comunei Rivnea era vorbitoare de ucraineană (99,39%), existând în minoritate și vorbitori de alte limbi.